# Głuchowo (gromada w powiecie toruńskim)
Głuchowo – dawna gromada, czyli najmniejsza jednostka podziału terytorialnego Polskiej Rzeczypospolitej Ludowej w latach 1954–1972.
Gromady, z gromadzkimi radami narodowymi (GRN) jako organami władzy najniższego stopnia na wsi, funkcjonowały od reformy reorganizującej administrację wiejską przeprowadzonej jesienią 1954 do momentu ich zniesienia z dniem 1 stycznia 1973, tym samym wypierając organizację gminną w latach 1954–1972.
Gromadę Głuchowo z siedzibą GRN w Głuchowie utworzono – jako jedną z 8759 gromad na obszarze Polski – w powiecie toruńskim w woj. bydgoskim, na mocy uchwały nr 24/14 WRN w Bydgoszczy z dnia 5 października 1954. W skład jednostki weszły obszary dotychczasowych gromad Bielczyny, Głuchowo, Konczewice, Bogusławki, Skąpe i Nowa Chełmża ze zniesionej gminy Chełmża w powiecie toruńskim, a także osiedle Parowa Falęcka z dotychczasowej gromady Falęcin ze zniesionej gminy Papowo Biskupie w powiecie chełmińskim, w tymże województwie. Dla gromady ustalono 25 członków gromadzkiej rady narodowej.
Gromadę zniesiono 1 stycznia 1958, a jej obszar włączono do nowo utworzonej gromady Chełmża w tymże powiecie.